# Анджела Кафлен
Анджела Кафлен (англ. Angela Coughlan, 4 жовтня 1952 — 14 червня 2009) — канадська плавчиня.
Призерка Олімпійських Ігор 1968 року.
Переможниця Ігор Співдружності 1970 року.
Переможниця Панамериканських ігор 1971 року, призерка 1967 року.